# Ekorrbäver
Ekorrbäver (Aplodontia rufa) är ett djur i underordningen ekorrartade gnagare som förekommer i Nordamerika. Trots namnet är den inte närmare släkt med bävrar. Djuret är den enda nu levande arten i sitt släkte, och även i familjen Aplodontiidae.

## Kännetecken
Till utseendet liknar ekorrbävern i viss mån en bisamråtta som saknar svans. Den har en klumpig kropp med korta extremiteter. Öronen (storlek 1,6 till 2,2 cm) och ögonen är små och nästan osynliga i pälsen. Kroppslängden med svans är 26 till 47 centimeter och svansen är 1,7 till 4,7 centimeter lång. Med en genomsnittlig vikt av 800 gram (i undantagsfall upp till 1,8 kg) är ekorrbävern jämförelsevis tung i gruppen gnagare. Bakfötterna är 4,8 till 6,8 cm långa.
Den korta pälsen har en mörk gråbrun till rödbrun färg, undersidan är något ljusare. Hos flera exemplar förekommer en vit fläck framför öronen och några individer har vita fläckar på undersidan. Förutom tummen är framtassens fingrar utrustade med långa klor. Den lite motsättliga tummen har istället en liten klo som liknar en nagel. Pälsen byta bara en gång per år under hösten. Ekorrbävern har orange tandemalj på framtänderna. Denna gnagare har 22 tänder. I överkäken finns per sida en framtand, ingen hörntand, två premolarer och tre molarer, i underkäken bara en premolar per sida.
Äldre exemplar är vanligen mindre gråaktiga än unga individer.

## Utbredning
Artens utbredningsområde sträcker sig som en remsa längs Nordamerikas västkust. Området börjar i södra British Columbia och går fram till mellersta Kalifornien. Trots det engelska namnet Mountain Beaver ("bergsbäver") undviker ekorrbävern Klippiga bergen och vistas helst i låglänta regioner. Habitatet utgörs av skogar med tät undervegetation som erbjuder många gömställen. Djuret lever alltid i närheten av vattenansamlingar. Boet byggs vid kanten av floder och träskmarker. I sällsynta fall når arten 2200 meter över havet.

## Levnadssätt
Ekorrbävern bygger ett tunnelsystem där varje gång har en diameter på ungefär 20 cm. I boets centrum finns en kammare som har en diameter av 50 till 60 cm samt en höjd av 30 till 40 cm. Systemet städas och förstoras hela tiden. På så sätt uppstår "döda" (oanvända) gångar som ibland blir bostad åt kaniner och andra ekorrartade gnagare. Ekorrbävern går inte i ide men den samlar större förråd av föda före vintern. Individerna är främst nattaktiva men letar ibland efter föda även på dagen.
Födan består av olika slags gröna växtdelar. Bara under vintern när födan är knapp äter ekorrbävern även bark och kvistar. För att nå blad kan ekorrbävern klättra i buskar och småträd. Den tar sig då upp från gren till gren och den når ibland 7 meter över marken. Arten kan äta växter med cellulosa som undviks av andra däggdjur samt växter som delvis år giftiga för andra djur. Till de mera ovanliga växterna räknas ormbunkar, arter av fräkensläktet, arter av rododendronsläktet och växter med taggar. För en bättre ämnesomsättning äter ekorrbävern delar av sin avföring (koprofag). Framför boet utgångar lagras ofta växtdelar som torkas till hö. Antagligen ökas så födans hållbarhet.
Utom under parningstiden lever ekorrbävern ensam och försvarar sitt bo mot artfränder. För kommunikationen har arten höga skrik och den skrapar sina framtänder mot varandra. Reviret är 0,02 till 4,0 hektar stort. Parningstiden infaller mellan januari och mars och direkt efteråt går hannar och honor skilda vägar. Efter dräktigheten som varar i cirka 30 dagar föds två eller tre ungar. Ungarna väger vid födelsen 18 till 29,5 g. De är blinda och öppnar ögonen efter ungefär femtio dagar. De får di i ca åtta veckor och stannar under den tiden i boet. Efter två år ungarn a fullt utvecklade och könsmogna. Medellivslängden ligger mellan 5 och 6 år. Unga honor kan ha ägglossning ett år efter födelsen men den första dräktigheten sker under andra levnadsåret.
Ungarna vandrar upp till 500 meter för att hitta ett eget revir och faller då ofta offer för prärievargar och rovfåglar.

## Ekorrbäver och människor
Djuret anses mindre skadligt för jordbruket då ekorrbävern huvudsakligen vistas i träskmarker. Men enligt olika berättelser äter de skott av unga träd när populationen tillfällig ökar. Exemplar som gräver sina bon i dammar kan orsaka problem.
Å andra sidan resulterar torrläggningen av olika träskmarker i minskningen av ekorrbäverns bestånd. Två underarter, A. r. nigra som förekommer i Mendocino County och A. r. phaea som lever kring San Francisco-viken, har enligt IUCN ett anmärkningsvärt litet bestånd och de är känsliga för landskapsförändringar. Till exempel dödades 1995 i samband med bränder cirka 98 procent av A. r. phaea:s population.

## Systematik och evolution
Ekorrbävern har inga släktingar bland de nu levande gnagarna. Den är en av de äldsta släktgrenarna i ordningen. Fossil av familjen Aplodontiidae är kända redan från eocen. Familjen uppkom troligtvis i Nordamerika och fanns under oligocen och miocen även i Eurasien. I denna region dog familjen ut före pliocen och ekorrbävern är idag den sista överlevande i familjen.
Även för några av familjen Aplodontiidaes föregångare finns fossil. Gruppen Ischyromyidae (eller Paramyidae) fanns redan i paleocen och tillhör de äldsta kända gnagarna. Denna grupp omfattade fram till eocen många olika arter. Andra taxa som var mycket vanliga under miocen var Allomyidae och Mylagaulidae. Den senare gruppen kännetecknades av horn på näsan. Alla nämnda grupper sammanfattas under ett taxon med namnet Protrogomorpha som står vid gnagarnas basis. Släktskapsförhållanden förtydligas i följande kladogram.
```
Protrogomorpha
 |-- Ischyromyidae
 `-- Aplodontoidea
      |-- Allomyidae
      `-- N.N.
           |-- Mylagaulidae
           `-- Aplodontiidae
```

## Övrigt
En av ekorrbäverns parasiter, Hystrichopsylla schefferi, är med en längd av 9 mm (cirka 0,5 inch) världens längsta kända loppa.
Hos chinook–indianerna kallas ekorrbävern Sewellel, en beteckning som allt mer får användning i den engelskspråkiga litteraturen. Chinookfolket bearbetar djurets päls till kläder.
Det vetenskapliga namnet för släktet som skapades av grekiska ord Aplodontia betyder ungefär "med enkla tänder". Artepitet rufa kommer från det latinska ordet för rödaktig.